# VfR Kirn
Maillots
Le VfR Kirn est un club allemand de football localisé à Kirn en Rhénanie-Palatinat.

## Histoire
Le club fut fondé, le 16 juillet 1907 sous la dénomination SC Nahe 1907 Kirn. Après la Première Guerre mondiale, en 1919, le club fut englobé comme section football du TuS 1862 Kirn
En 1924, l’équipe de football reprit son indépendance sous le nom de VfR Kirn. Mais dix ans plus tard, sur les ordres des autorités nazies, les deux entités durent fusionner. Cette fusion perdura jusqu’au terme de la Seconde Guerre mondiale.

Après la dissolution tous les clubs et associations allemands par les Alliés, en 1945, le VfR Kirn fut rapidement reconstitué. 
En 1949, le club accéda une première fois à l’Oberliga Südwest (équivalent D1). Il n’y resta qu’une saison. Le cercle remonta en Oberliga en 1952 et y joua deux saisons. Il fut ensuite relégué.
Par la suite, le VfR Kirn régressa dans la hiérarchie régionale.
En 1966, le cercle se qualifia, en tant que vice-champion de la plus haute ligue amateur (équivalent D3) au tour final du Championnat d’Allemagne amateur. Il s’inclina au premier tour contre l’Union Böckingen. La saison suivante, le cercle perdit encore au premier tour contre les futurs finalistes d’Hanover SV 96 Amateur.
Après des relégations, le VfR Kirn revint dans la plus haute série amateur (niveau 3) mais manqua les qualifications pour la nouvelle Oberliga Südwest (alors instituée comme  3e niveau de la hiérarchie allemande), en 1978.
Par la suite, le club n’approcha plus les quatre plus hautes divisions de la DFB.